# Ernst Boehe
Ernst Boehe, född 1880 och död 1938, var en tysk tonsättare.
Boehe var 1913-20 generalmusikdirektör i Oldenburg, från 1920 förste dirigent för Pfalziska landsorkestern i Ludwigshafen. Han har komponerat den symfoniska cykeln Odysseus' Fahrten, uvertyrer, sånger med orkester med mera.